# Angelique Magito
Maria Sofia Angela (Angelique) Magito, född 1809 i Uppsala, död 1895, var en svensk operasångerska och skådespelare. Hon tillhörde de mest populära och välkända landsortsskådespelarna under 1800-talet.
Magito föddes som barn till Pietor Magito vid Svea artilleriregemente. Hon var syster till Therese Magito och svägerska till Johan Peter Håkansson, som båda var aktiv som skådespelare i kringresande teatersällskap. 
Vid åtta års ålder blev hon 1817 elev vid Operan där hon undervisades av Karl Magnus Craelius och Maria Franck. Hon höll en konsert vid Tyska kyrkan i Norrköping 1826 och turnerade sedan runt landet med en rad kringresande teatersällskap, som Carl Wildners, Djurströms (från 1832), A. G. Wallins och Anderssons (från 1850) trupper. Hon beskrivs som en skönhet och kallades landsortens operasångerska; hos Djurström sjöng hon först bakom scenen åt den mimande Hedvig Charlotta Djurström och hölls en tid tillbaka, trots att tidningarna begärde att få se henne. Bland hennes mest hyllade roller fanns Donaunymfen och Laura i Nicolas Dalayracs opera Slottet Montenero från 1798, efter Ann Radcliffes Udolphos mysterier. Magito beskrevs som ”sydländskt” vacker och med en kurvig figur, som snart blev tjock.
Hon hade flera barn med en av aktörerna i Djurströms trupp, men var inte gift med honom. Hon gifte hon sig med den före detta underofficeren Ture Jerving 1855 och var sedan länge aktiv som turnerande sångare vid kyrkokonserter. När hennes man dog 1883 sattes hon på fattighus.
Magito figurerade i visan En glad själs hem av Johan Gustaf Schultz.